# 卡雷萨纳布洛特
卡雷萨纳布洛特（意大利语：Caresanablot），是意大利北部皮埃蒙特大区韦尔切利省的一个市镇。人口1145(2010年12月31日)。